# Liphistius lahu
Liphistius lahu is een spinnensoort uit de familie Liphistiidae. De soort komt voor in Thailand.